# Эвкрифия сердцелистная
Эвкри́фия сердцели́стная (лат. Eucrýphia cordifólia) — вид двудольных цветковых растений, входящий в род Эвкрифия (Eucryphia) семейства Кунониевые (Cunoniaceae). Типовой вид рода.

## Ботаническое описание

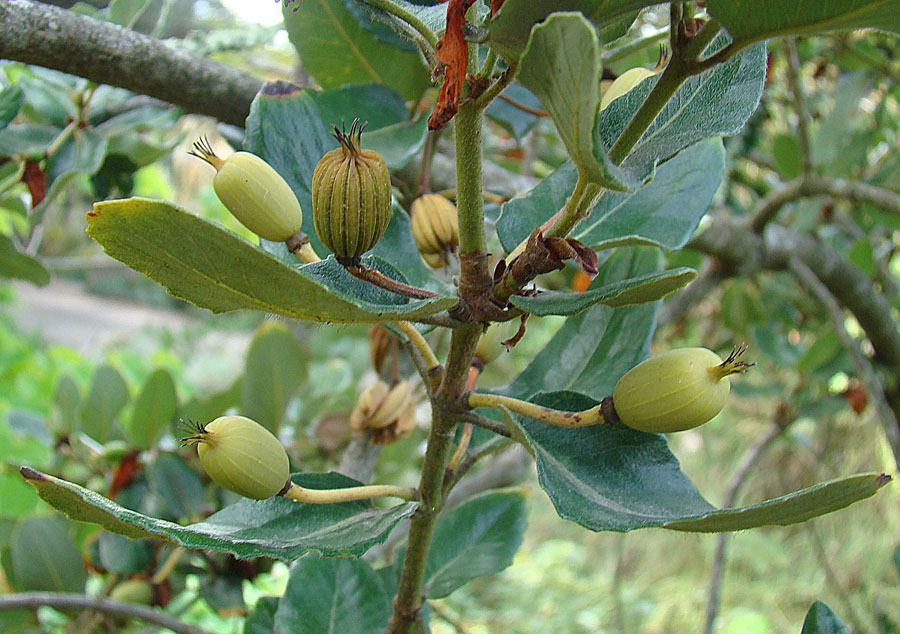
Плоды эвкрифии сердцелистной

Вечнозелёное дерево с пирамидальной кроной, достигающее в природе 25—40 м в высоту, с гладкой тёмно-серой корой. Молодые веточки опушённые. Листья супротивно расположенные вдоль веточек, 5—10×2,5—3,5 см, кожистые, продолговато-сердцевидной формы. Верхняя поверхность листа тёмно-зелёная, блестящая, голая, нижняя — белоопушённая. Край верхних листьев цельный, а у нижних пильчато-зубчатый. Черешок 5—7 мм длиной.
Цветки одиночные, пазушные, на короткой цветоножке, обоеполые, 4—5 см в диаметре, с прицветниками. Чашечка состоит из 4 свободных волосистых чашелистиков. Лепестки свободные, в числе 4, белые, 2—2,3×1,8—2 см. Тычинки многочисленные. Завязь 10—18-гнёздная.
Плод — продолговатая коробочка, раскрывающаяся несколькими створками. Семена 6×2 мм, по 2—3 в каждой створке, с крыловидным отростком, служащим для распространения ветром.

## Ареал
Произрастает на высоте до 700 м над уровнем моря на влажных участках.
Дерево широко распространено в центральной и южной частях Чили и Аргентины: в Чили от Консепсьона до Чилоэ, в Аргентине от Чубута до Рио-Негро и Неукена. Охраняется в национальном парке Лаго-Пуэбло.

## Значение
Крепкая древесина эвкрифии не подвергается гниению, используется для изготовления железнодорожных шпал, вёсел, половых досок, мебели. Кора богата дубильными веществами.
Медонос, высоко ценимый в Чили.
Декоративное растение. Зимостойко в зоне 8 USDA, то есть выдерживает понижения температуры до −12 °C.

## Систематика

### Синонимы
- Eucryphia glutinosa (Poepp. & Endl.) Baill., 1869
- Eucryphia ×nymansensis J.Bausch, 1938
- Eucryphia patagonica Speg., 1902
- Eucryphia pinnatifolia Gay, 1846
- Fagus glutinosa Poepp. & Endl., 1838
- Pellinia chilensis Molina, 1810, nom. inval.
- Pellinia cordifolia (Cav.) Molina, 1810, nom. superfl.